# Rio Vista (Kalifornien)
Rio Vista ist eine Stadt im Solano County im US-Bundesstaat Kalifornien mit 10.005 Einwohnern (Stand: 2020).

## Geografie
Die Stadt liegt 80 km südlich von Sacramento im Osten Kaliforniens sowie am Sacramento River im Sacramento-San Joaquin River Delta auf einer Fläche von 18,4 km². Im Oktober findet das alljährliche Bass Festival statt.
1985 schwamm im Sacramento River, 100 Kilometer flussaufwärts, ein Buckelwal, den man Humphrey nannte. 2007 wurden im Fluss eine Walkuh mit ihrem Kalb gesichtet und Delta und Dawn getauft.

## Demografie
Nach der Volkszählung 2010 hatte Rio Vista 7360 Einwohner. Die Bevölkerungsdichte war 400,6 Einwohner je km2.
Der Anteil der weißen Bevölkerung betrug 6003 (81,6 %), es gab 372 (5,1 %) Schwarze, 359 (4,9 %) waren Asiaten und 53 (0,7 %) Indianer. 914 (12,4 %) Menschen waren ohne Berücksichtigung ihrer Race hispanisch.
Nach der Volkszählung 2010 lebten alle Menschen (100 % der Bevölkerung) in Privathaushalten. Es gab 3454 Haushalte, in 626 (18,1 %) davon lebten Kinder unter 18. 1846 Haushalte (53,4 %) waren verheiratete Ehepaare, 255 (7,4 %) hatten ein weibliches Haushaltsmitglied ohne einen Mann, 139 (4 %) hatten ein männliches Haushaltsmitglied ohne eine Frau. Es gab 146 (4,2 %) verschiedengeschlechtliche nichteheliche Partnerschaften. 1045 Haushalte (30,3 %) waren Einpersonenhaushalte, 605 (17,5 %) waren Einpersonenhaushalte mit einer mehr als 65 Jahre alten Person. Die Durchschnittsgröße der Haushalte war 2,13.
1145 (15,6 %) Menschen waren jünger als 18 Jahre alt, 349 (4,7 %) waren zwischen 18 und 24, 1089 (14,8 %) waren zwischen 25 und 44, 2400 (32,6 %) waren zwischen 45 und 64 und 2377 (32,3 %) waren 65 oder älter.